# Kościół św. Katarzyny Aleksandryjskiej w Betlejem
Kościół św. Katarzyny Aleksandryjskiej w Betlejem – rzymskokatolicki kościół parafialny w Betlejem, sąsiadujący z Bazyliką Narodzenia Pańskiego.
Świątynię wznieśli w 1888 na miejscu poprzedniej, średniowiecznej franciszkanie z Kustodii Ziemi Świętej, którzy prowadzą parafię łacińską. Kościół znajduje się na terenie klasztoru. Przed kościołem zrekonstruowano w latach 1948-1949 średniowieczny wirydarz. Pracami kierował tercjarz franciszkański, architekt Antonio Barluzzi. Umieszczona na kolumnie rzeźba przedstawia św. Hieronima, który mieszkał przez jakiś czas w pobliżu Groty Narodzenia.
W lewej bocznej nawie kościoła znajduje się zejście do grot, w tym do Groty Narodzenia. Z Kościoła św. Katarzyny szereg stacji światowych transmituje każdego roku Pasterkę pod przewodnictwem łacińskiego patriarchy jerozolimskiego. Ścianę wschodnią zdobi rzeźba w brązie przedstawiająca Namaszczenie Dawida na króla autorstwa polskiego rzeźbiarza prof. Czesława Dźwigaja.

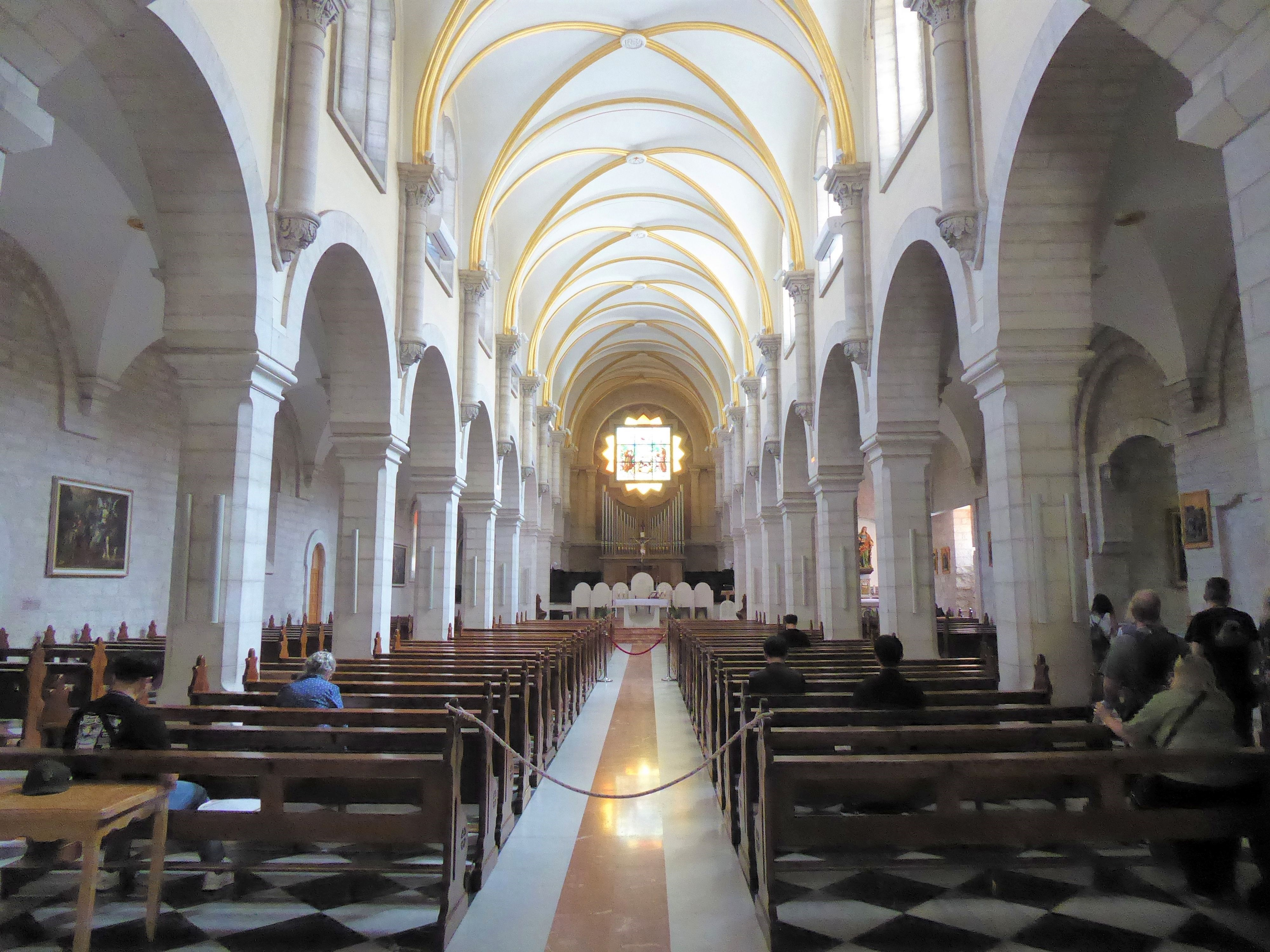
Wnętrze kościoła
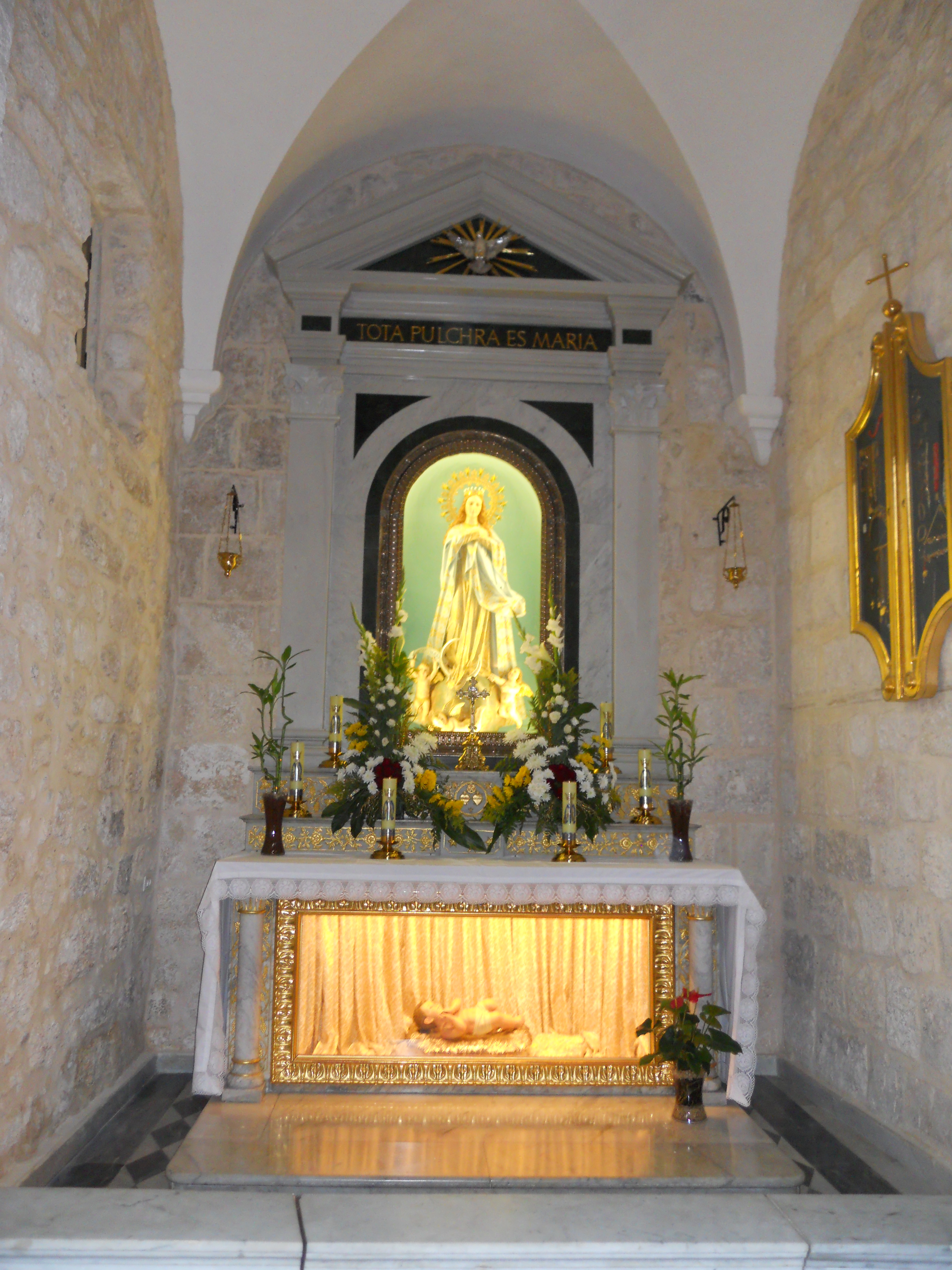
Kaplica Matki Bożej
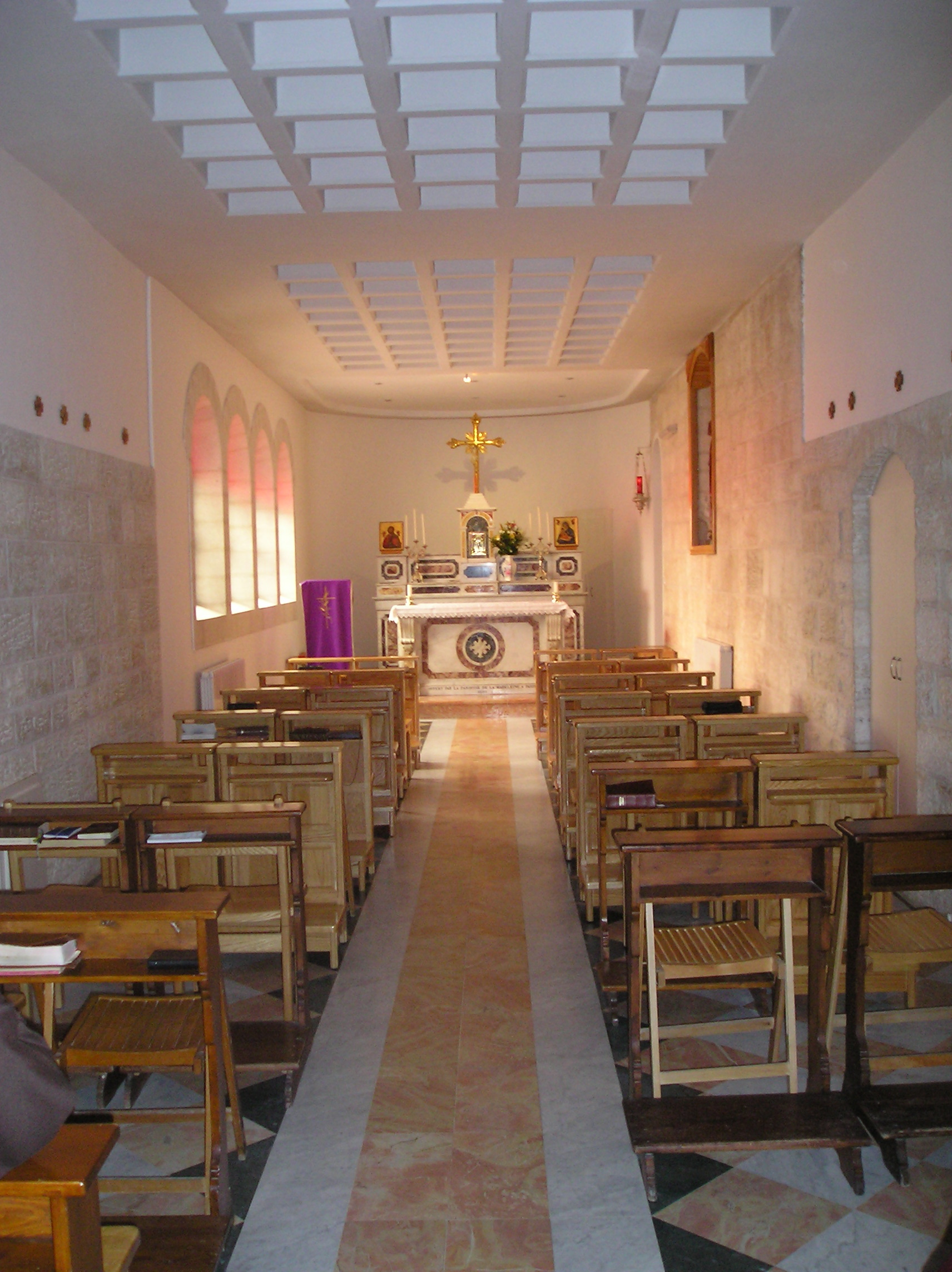
Kaplica Najświętszego Sakramentu
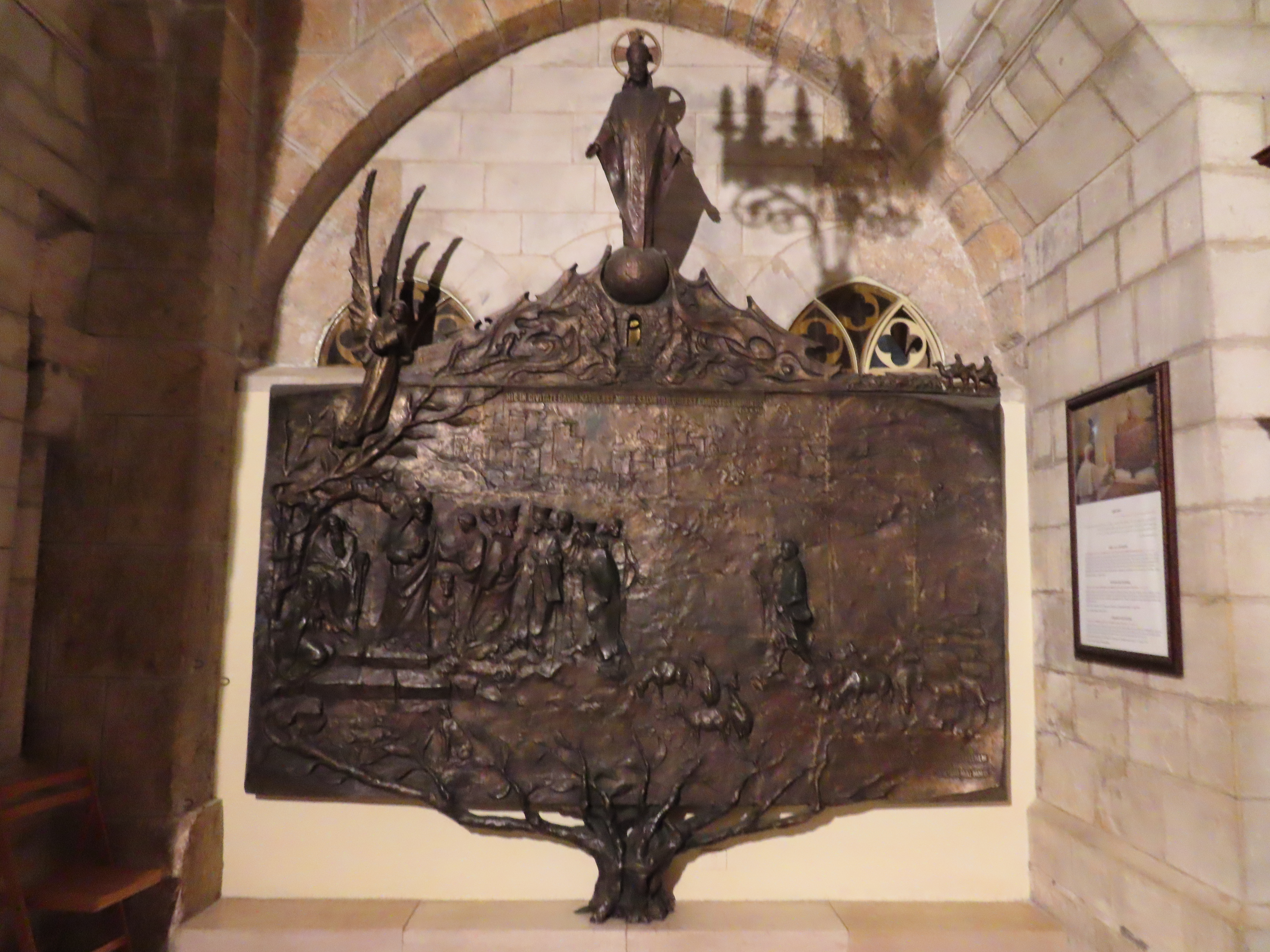
Namaszczenie Dawida